# Раково (Ужгородский район)
Раково (укр. Раково) — село в Турье-Реметовской сельской общине Ужгородского района Закарпатской области Украины.
Население по переписи 2001 года составляло 784 человека. Почтовый индекс — 89224. Телефонный код — 3145. Занимает площадь 21,85 км². Код КОАТУУ — 2123285503.